# Vorspann (Hockey)
| Vorspann eines Hallenhockeyschlägers |

Der Vorspann eines Hockeyschlägers bezeichnet seine auf der flachen Seite nach innen geneigte Krümmung.
Während Hockeyschläger klassisch aus Holz gefertigt wurden und daher keine oder eine nur sehr geringe Krümmung aufweisen, ist mit modernen aus Verbundstoffen hergestellten Schlägern eine freie Wahl der Form möglich.
Bei entsprechendem Vorspann ist es für einen Spieler einfacher, den Ball einzuhängen und durch eine Schleuderbewegung stärker zu beschleunigen. Dieser so genannte gezogene Ball wird insbesondere bei einer Strafecke angewandt, seitdem 1992 geschlagene Bälle mit einer Höhe von mehr als 45 cm verboten wurden. Nachteil des Vorspanns ist eine erschwerte Ballkontrolle insbesondere beim Stoppen.
Das Ausmaß des maximal zulässigen Vorspanns wurde kontrovers diskutiert. Aktuell ist der Vorspann auf 2,5 cm beschränkt. Zudem ist es nicht erlaubt, vor einer Strafecke den Schläger zu wechseln, wenn dieser nicht defekt ist.